# Dacus briani
Dacus briani är en tvåvingeart som beskrevs av White 2006. Dacus briani ingår i släktet Dacus och familjen borrflugor.
Artens utbredningsområde är Malawi. Inga underarter finns listade i Catalogue of Life.